# Saxum Visitor Center
Saxum Visitor Center Centro de visitantes de Saxum: un museo o centro multimedia en Abu Ghosh, Israel. Este museo multimedia tiene como contenido el Antiguo y Nuevo Testamento, línea del tiempo de la Biblia y los lugares Santos de  Tierra Santa.
Desde Saxum, comienza la ruta de senderismo The Emmaus Trail de 18 kilómetros, que termina en el Convento Emaús Nicópolis.

## Historia
El Centro de Visitantes de Saxum se creó por iniciativa de miembros y colaboradores del Opus Dei con el fin de permitir a los visitantes, no solo cristianos, profundizar en el conocimiento de Tierra Santa de forma interactiva. El museo fue inaugurado el 7 de febrero de 2019 en presencia del Ministro de Turismo de Israel, y el obispo Giacinto Marcuzzo, obispo auxiliar del Patriarcado Latino de Jerusalén.  El día 1 de marzo de 2019 fue bendecido por el Obispo Pierbattista Pizzaballa, actual Patriarca latino de Jerusalén.
La idea principal del Centro es facilitar a los peregrinos y turistas una visión general de todo lo que han visto y aprendido en Tierra Santa.

## La exposición
Gracias al uso de recursos multimedia (mapas, películas y proyecciones 4D), el visitante puede hacer un recorrido virtual por los lugares santos de Tierra Santa y conocer más sobre la historia. Los eventos bíblicos se presentan en una línea de tiempo en el contexto de la historia de las civilizaciones, y un gran mapa grabado en el suelo de piedra del patio, representa el viaje de Abraham y Moisés a la Tierra Prometida. La exposición del museo incluye pantallas táctiles y presentaciones 4D para representar Jerusalén y los Santos Lugares. Además, el centro ofrece un lugar de encuentro, debate, diálogo intercultural, contemplación y renovación espiritual, esta en el Camino Emaús de 18 kilómetros, que comienza en Saxum y termina en el Convento de Emaús Nicópolis.
El Instituto de Idiomas y Humanidades de Jerusalén Polis (The Jerusalem Institute of Languages and Humanities) es responsable del desarrollo científico del contenido.

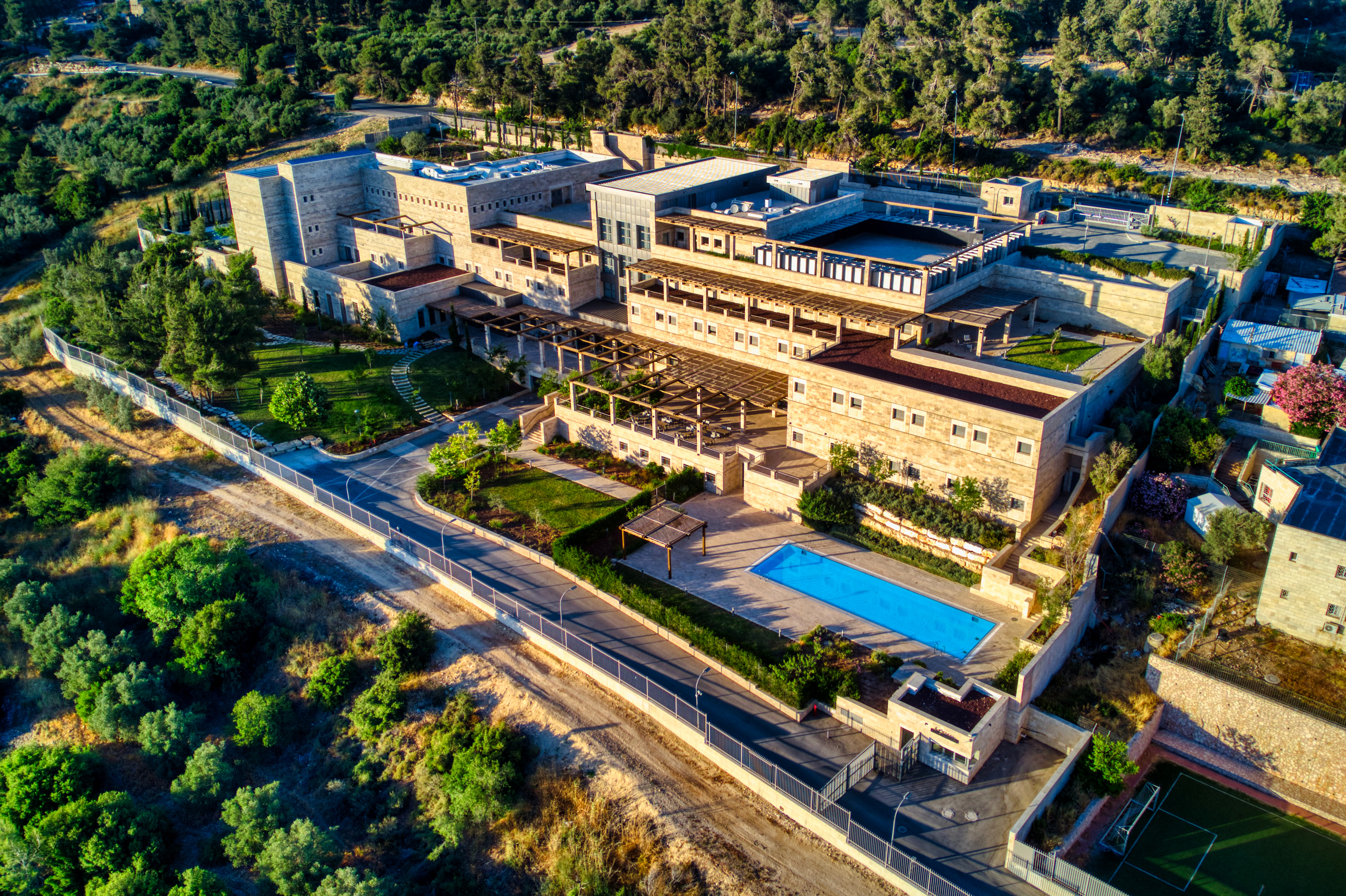
Vista de Saxum - la parte superior derecha del edificio acoje el museo
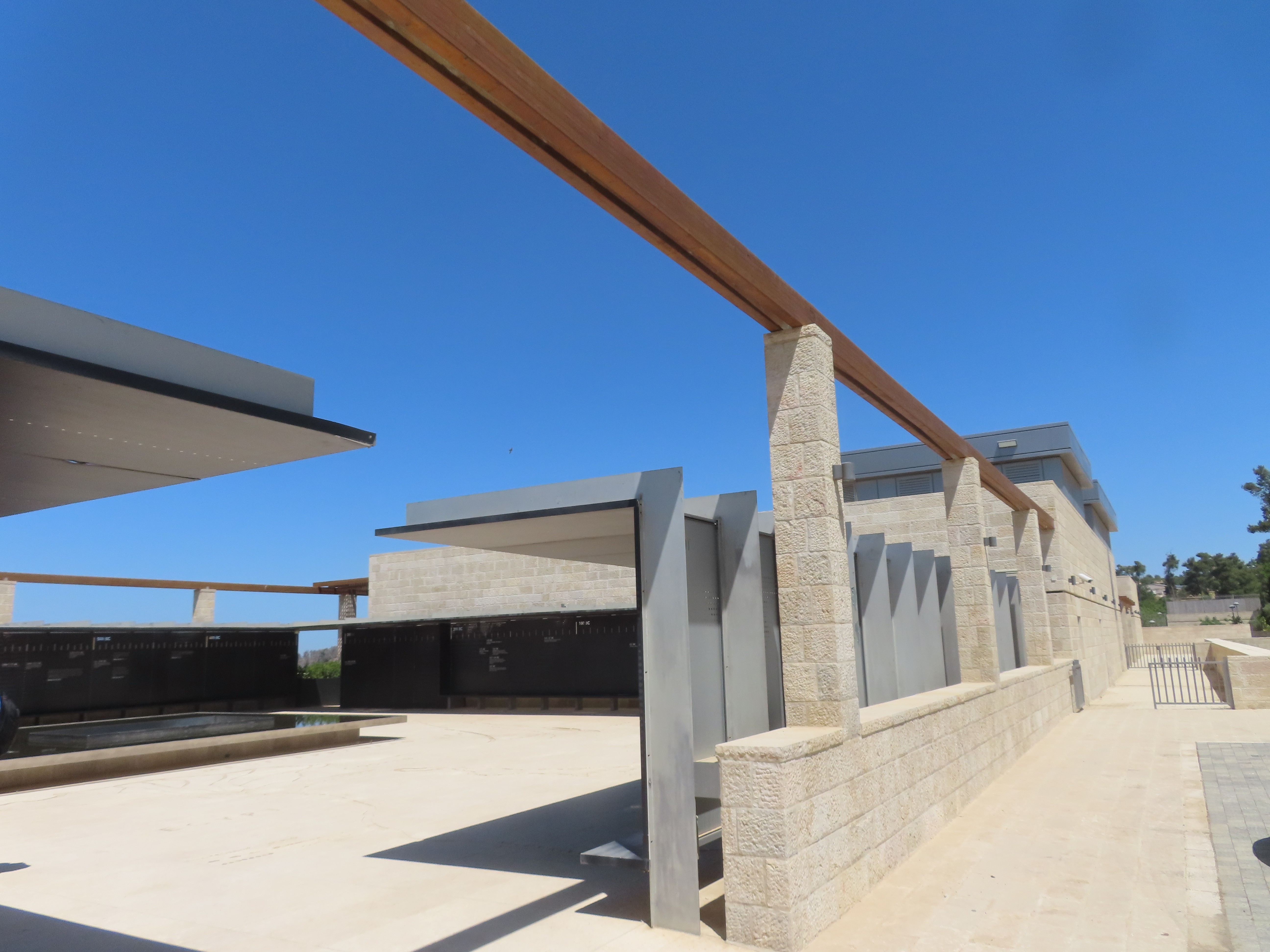
El museo visto desde la entrada.
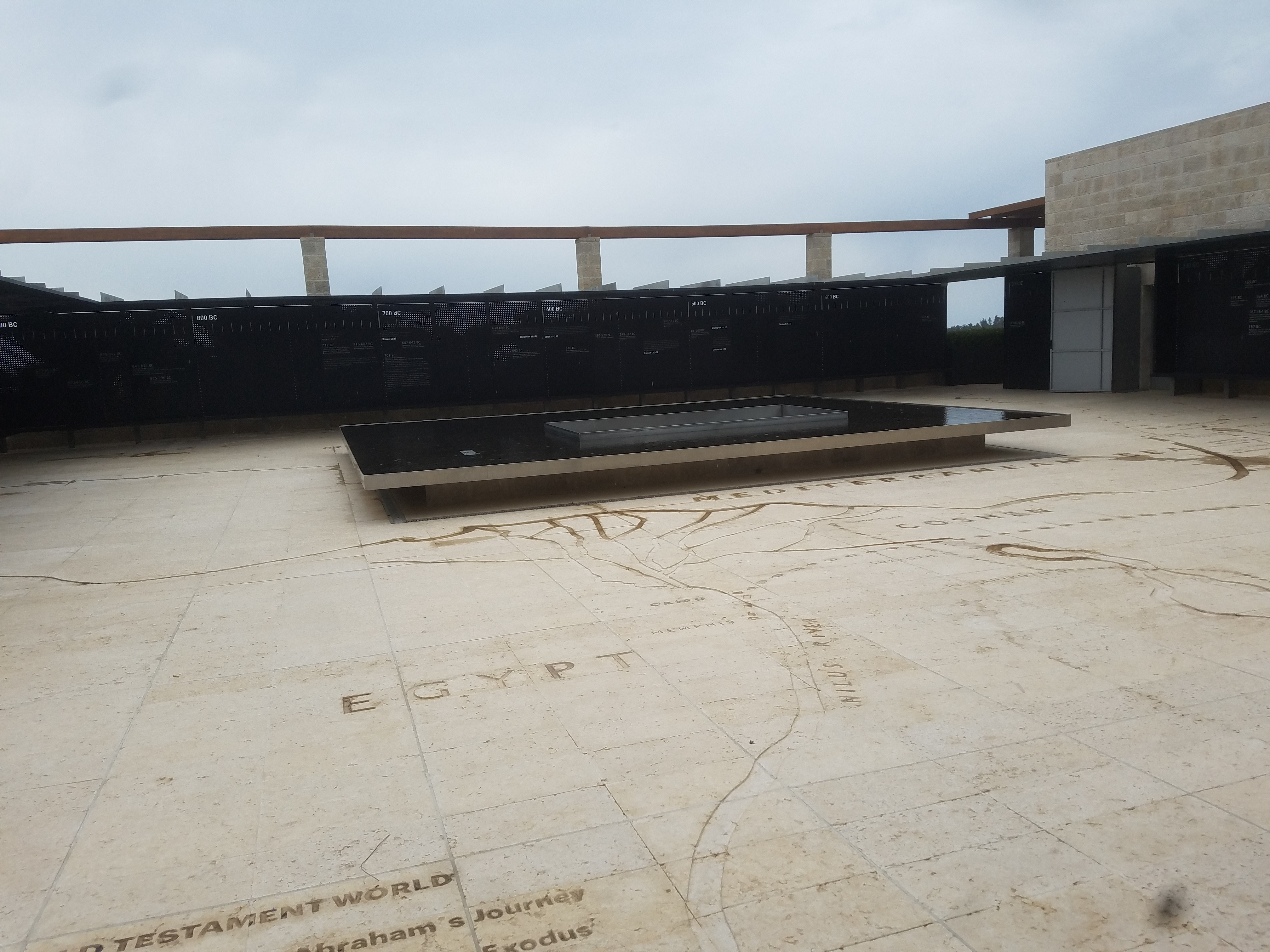
Un fragmento de la visualización de la geografía bíblica
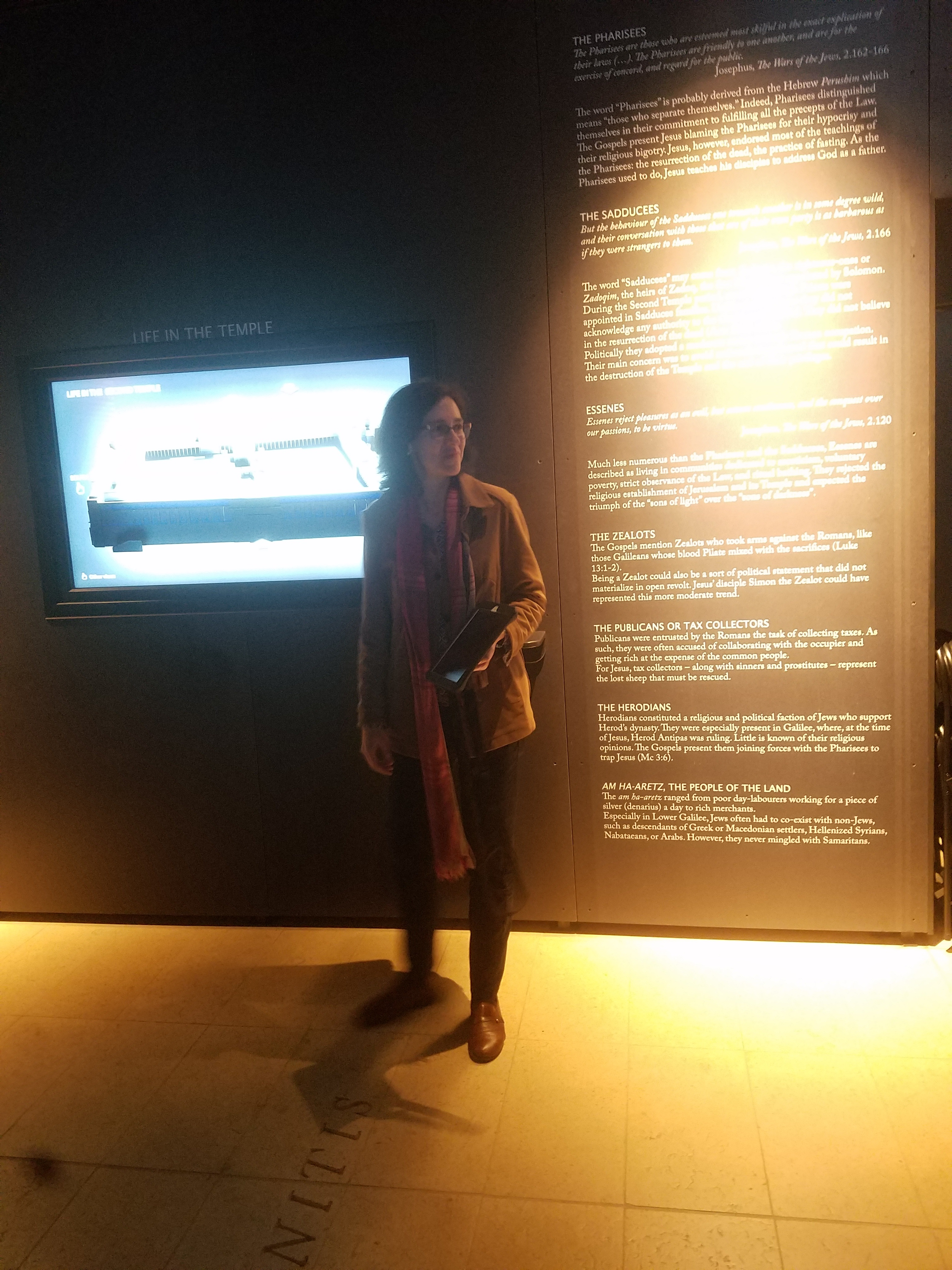
Vista del interior del museo